# Ланталь
Ланталь (нім. Lahntal) — громада в Німеччині, знаходиться в землі Гессен. Підпорядковується адміністративному округу Гіссен. Входить до складу району Марбург-Біденкопф.
Площа — 40,49 км2. Населення становить 6953 ос. (станом на 31 грудня 2020).

## Географії

### Адміністративний поділ
Громада  складається з 7 районів:
- Брунгерсгаузен
- Кальдерн
- Геттінген
- Госфельден
- Кернбах
- Зарнау
- Штерцгаузен